# Villegats, Charente
För andra betydelser, se Villegats.
Villegats är en kommun i departementet Charente i regionen Nouvelle-Aquitaine i västra Frankrike. Kommunen ligger  i kantonen Ruffec som ligger i arrondissementet Confolens. År 2018 hade Villegats 215 invånare.

## Befolkningsutveckling
Antalet invånare i kommunen Villegats
Referens:INSEE